# Heinz-Karl Konrad
Heinz-Karl Konrad (* 12. Februar 1920 in Königsberg; † 2014 in Dresden) war ein deutscher Schauspieler.

## Leben
1945 begann Heinz-Karl Konrad seine Bühnenlaufbahn, die ihn über Theater in Aschersleben, Cottbus, Greifswald, Halberstadt und Weimar führte, ehe er 1964 an das Staatsschauspiel Dresden kam. Bis 1992 gehörte er dort zum Ensemble, trat auch danach weiterhin als Gast auf, bis er 2001 seinen Abschied von der Bühne nahm. Von den etwa 200 gespielten Rollen verkörperte Konrad alleine 60 in Dresden, darunter 1965 in Der Schwarze Schwan von Martin Walser und 1973 in Rainer Kerndls Wann kommt Ehrlicher?. Weiter spielte Konrad den Midge in Herb Gardners Stück Ich bin nicht Rappaport, den Gutsbesitzer Dobtschinski in Nikolai Gogols Revisor oder Telegin in Onkel Wanja und Ferapont in Drei Schwestern, jeweils von Anton Tschechow.
Seit Beginn der 1960er-Jahre stand Konrad auch vereinzelt vor der Kamera, unter anderem mehrfach in den Serien Geschichten übern Gartenzaun und Polizeiruf 110. 2005 sah man ihn in dem mehrfach ausgezeichneten Kurzfilm Pizza Amore von Achim Wendel.

## Filmografie
- 1961: Gewissen in Aufruhr – Zweite Heimkehr
- 1968: Der Geizige
- 1969: Unterwegs zu Lenin
- 1971: Männer ohne Bart
- 1973: Schüsse in Marienbad (Výstřely v Mariánských Lázních)
- 1973: Stülpner-Legende – Das Bataillon
- 1976: Die Lindstedts (2 Folgen als Herr Geissenhöfer)
- 1982–1985: Geschichten übern Gartenzaun (5 Folgen)
- 1985: Polizeiruf 110 – Traum des Vergessens
- 1985: Meine Frau Inge und meine Frau Schmidt
- 1985: Sachsens Glanz und Preußens Gloria – Brühl
- 1986: Der Staatsanwalt hat das Wort – Die Kette
- 1987: Künstler, König und Modell
- 1987: Wengler & Söhne
- 1988: Polizeiruf 110 – Ihr faßt mich nie!
- 1989: Polizeiruf 110 – Trio zu viert
- 1992: Das große Fest (Fernsehfilm)
- 2005: Pizza Amore

## Hörspiele
- 1950: Der gemeinsame Weg – Autoren und Regie: Friedrich Ostermuth, Wolfgang Rödel und Hans Joachim Heller